# McDonnell Douglas X-36
McDonnell Douglas X-36 — экспериментальный беспилотный самолёт американской компании McDonnell Douglas (её филиала Phantom Works), предназначенный для отработки концепции планёра, лишённого вертикального стабилизатора. Поскольку McDonnell Douglas слился с Boeing в ходе программы тестовых полетов самолет нередко именуется так же, как Boeing X-36.
X-36 был построен в масштабе 28 % от возможного самолёта-истребителя и управлялся пилотом с наземной станции. Наземная станция была построена по принципу виртуальной кабины пилота, в шлеме которого отображалась картинка с установленной в носу самолёта видеокамеры.
Поскольку X-36 был лишён вертикального стабилизатора, он был крайне нестабилен по курсу, что решалось специальной дистанционной цифровой автоматической системой стабилизации.
Первый реальный полёт X-36 состоялся 17 мая 1997 года. Всего был выполнен 31 успешный реальный полёт (25 в течение шести месяцев 1997 года). По сообщениям, результат достиг или превысил все цели проекта. X-36 обладал высокой манёвренностью, которая могла быть идеальной для истребителя. Но, несмотря на потенциальную пригодность и очень успешную тестовую программу, нет никаких данных относительно дальнейшего развития проекта X-36.

## ЛТХ
- Команда: беспилотный
- Длина: 5,55 м
- Размах крыла: 3,15 м
- Высота: 0,95 м
- Максимальный вес взлёта: 560 кг
- Силовая установка: 1 × Williams F112 турбовентиляторный, 3,1 кН
- Максимальная скорость: 375 км/ч
- Потолок: 6100 м
- Отношение Тяга/Вес: 0,56